# Gregory Sedoc
Gregory Sedoc (* 16. října 1981, Amsterdam) je nizozemský sportovec, atlet, jehož specializací jsou krátké překážkové běhy.
V roce 2007 se stal v Birminghamu halovým mistrem Evropy v běhu na 60 metrů překážek. O dva roky později vybojoval v italském Turíně na halovém ME stříbrnou medaili.
Reprezentoval na letních olympijských hrách v Athénách 2004 a v Pekingu 2008.

## Osobní rekordy
- 60 m překážek (hala) – 7,52 s – 7. února 2009, Stuttgart – (NR)
- 110 m překážek (dráha) – 13,37 s – 26. května 2007, Hengelo